# Celsa Agniel de Fonfrede y Blázquez-Dávila
Celsa Agniel de Fonfrede y Blázquez-Dávila fue una ganadera española, fundadora de la ganadería brava Concha y Sierra de casta vazqueña. Nació en Ateca, (Zaragoza) el 20 de mayo de 1851 en la calle del Río número 5 y falleció en Sevilla el 20 de marzo de 1929. Viuda dos veces, primero de Fernando Concha y Sierra y posteriormente de Manuel García Cuesta el Espartero. Se comenta que Blasco Ibáñez se basó en sus amores con este último para escribir su famosa novela Sangre y arena.[cita requerida]
Su hija Pilar García Agniel de Fonfrede se casó con Joaquín Pareja Obregón Sartorius, hijo del VII conde de la Camorra, de quienes nació Manuel Pareja Obregón compositor de la Salve rociera. Asimismo, es bisabuela del cantautor Arturo Pareja Obregón, compositor de Cantinero de Cuba, entre otras, y del pianista Joaquín Pareja-Obregón de los Reyes. [cita requerida]